# Karlsruher SC
A Karlsruher SC egy német labdarúgócsapat, melynek székhelye a Baden-württembergi Karlsruhe városában van. Jogelődje, a Karlsruher Fussball Club Phönix 1909-ben megnyerte a német bajnokságot. Legnagyobb nemzetközi sikere az 1996-os UEFA Intertotó-kupa győzelem volt.

## Sikerek
- Német bajnok: 1909
- Német kupa győztes: 1955, 1956
- UEFA Intertotó-kupa győztes: 1996
- UEFA-kupa elődöntős: 1994
- Oberliga Süd (I.) bajnok: 1956, 1958, 1960
- Regionalliga Süd (II.) bajnok: 1969
- 2. Bundesliga Süd (II.) bajnok: 1975
- 2. Bundesliga (II.) bajnok: 1984, 2007
- Regionalliga Süd (III.) bajnok: 2001
- 3. Liga (III.) bajnok: 2013

## Jelenlegi keret
2020. január 31. szerint
| #  |     | Poszt | Név                                            |
| -- | --- | ----- | ---------------------------------------------- |
| 1  | GER | K     | Benjamin Uphoff                                |
| 2  | TUR | KP    | Burak Camoglu                                  |
| 3  | JAM | V     | Daniel Gordon                                  |
| 4  | GER | KP    | Lukas Fröde                                    |
| 5  | GER | V     | David Pisot                                    |
| 6  | GER | V     | Damian Roßbach                                 |
| 7  | GER | KP    | Marc Lorenz                                    |
| 8  | GER | KP    | Manuel Stiefler                                |
| 10 | GER | KP    | Marvin Wanitzek                                |
| 11 | GER | KP    | Martin Röser                                   |
| 17 | AUT | CS    | Marco Djuricin                                 |
| 18 | GER | KP    | Justin Möbius                                  |
| 19 | GER | CS    | Dominik Kother                                 |
| 20 | GER | KP    | Jérôme Gondorf (kölcsönben az SC Freiburg-tól) |

| #  |     | Poszt | Név                                              |
| -- | --- | ----- | ------------------------------------------------ |
| 21 | GER | V     | Marco Thiede                                     |
| 22 | AUT | V     | Christoph Kobald                                 |
| 23 | LUX | V     | Dirk Carlson                                     |
| 25 | GER | KP    | Janis Hanek                                      |
| 27 | AUT | KP    | Lukas Grozurek (kölcsönben az SK Sturm Graz-tól) |
| 28 | GER | K     | Sven Müller                                      |
| 29 | AUT | K     | Mario Schragl                                    |
| 30 | GER | CS    | Anton Fink                                       |
| 33 | GER | CS    | Philipp Hofmann                                  |
| 35 | GER | K     | Marius Gersbeck                                  |
| 37 | KOR | KP    | Choi Kyoung-rok                                  |
| —  | GER | KP    | Alexander Groiß                                  |
|    | SEN | CS    | Babacar Guèye                                    |
|    | TUN | KP    | Änis Ben-Hatira                                  |

## Stadion

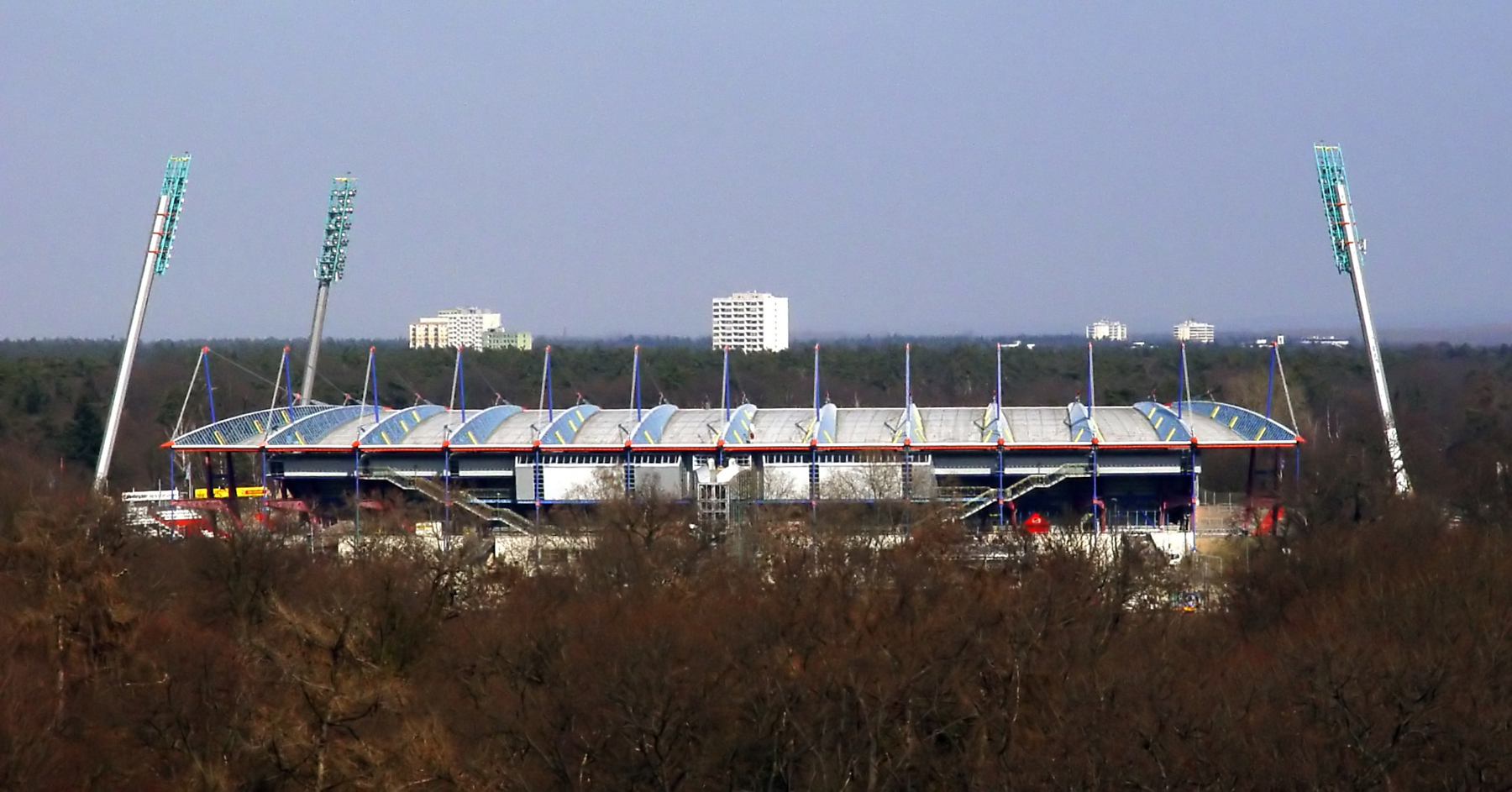
Wildparkstadion

A Karlsruher SC hazai mérkőzéseit a 29 699 férőhelyes Wildparkstadionban játssza, melyet 1955. augusztus 7-én adtak át. (A stadion a nevét arról kapta, hogy területe korábban egy vadaspark része volt.) A Karlsruhe első hivatalos mérkőzését a Rot-Weiss Essen ellen játszotta az új létesítményben. A stadiont azóta 3 alkalommal újították meg, legutóbb 1993-ban.

## Edzők
A Karlsruher SC trénerei 1952-től napjainkig
| - Hans Hipp (1952–1953) - Friedel Moser (1953) - Adolf Patek (1953–1956) - Ludwig Janda (1956–1959) - Eduard Frühwirth (1959–1962) - Kurt Sommerlatt (1962–1965) - Helmut Schneider (1965) - Werner Roth (1965–1966) - Paul Frantz (1966–1967) - Georg Gawliczek (1967–1968) - Herbert Widmayer (1968) - Bernhard Termath (1968) - Kurt Baluses (1968–1971) - Heinz Baas (1971–1973) - Carl-Heinz Rühl (1973–1977) - Bernd Hoss (1977) - Rolf Schafstall (1977–1978) | - Walter Baureis (1978) - Manfred Krafft (1978–1981) - Max Merkel (1981–1982) - Horst Franz (1982–1983) - Lothar Strehlau (1983) - Werner Olk (1984–1985) - Lothar Buchmann (1985–1986) - Rainer Ulrich (1986) - Winfried Schäfer (1986–1998) - Jörg Berger (1998) - Rainer Ulrich (1998–1999) - Guido Buchwald (1999) - Joachim Löw (1999–2000) - Marco Pezzaiuoli (2000) - Stefan Kuntz (2000–2002) - Marco Pezzaiuoli (2002) - Lorenz-Günther Köstner (2002–2004) | - Reinhold Fanz (2004–2005) - Edmund Becker (2005–2009) - Markus Kauczinski (2009) - Markus Schupp (2009–2010) - Markus Kauczinski (2010) - Uwe Rapolder (2010–2011) - Rainer Scharinger (2011) - Markus Kauczinskil (2011) - Jørn Andersen (2011–2012) - Markus Kauczinski (2012–2016) - Tomas Oral (2016) - Lukas Kwasniok (2016) - Mirko Slomka (2017) - Marc-Patrick Meister (2017) - Christian Eichner & Zlatan Bajramović (2017) - Alois Schwartz (2017–2020) - Christian Eichner (2020–) |